# Al-Baqara
La sourate Al-Baqarah (arabe : الْبَقَرَةِ, « la vache »), est la deuxième sourate selon l'ordre de 'Uthman (et la 87e suivant la commission de l'Azhar) et la plus longue du Coran. Elle comporte 286 ayat (versets), et le 282e verset est le plus long du Coran. Parmi tous les versets, deux sont particulièrement connus : le 255e, dit verset du Trône, et le 256e, qui affirme qu'il n'y a pas de contrainte en religion.

## Origine du nom
Bien que le titre ne fasse pas directement partie du texte coranique, la tradition musulmane a donné comme nom à cette sourate La Vache, du fait d’un dialogue dans la sourate entre le prophète Moïse et le peuple juif à propos d’une vache, qu’ils devaient offrir en sacrifice (à ne pas confondre avec l’épisode du veau d’or dans la tradition musulmane)[source insuffisante]. Selon des exégètes musulmans, cet épisode, présent dans les versets 67-74, est une réécriture de récits présents dans le Livre du Deutéronome. Les chercheurs occidentaux y voient davantage un développement issu du mélange de ce récit mais aussi d'un extrait du Livre des Nombres et d'un midrash talmudique. D'autres parallèles sont envisagés.

## Historique
Il n'existe à ce jour pas de sources ou documents historiques permettant de s'assurer de l'ordre chronologique des sourates du Coran. Néanmoins selon une chronologie musulmane attribuée à Ǧaʿfar al-Ṣādiq (VIIIe siècle) et largement diffusée en 1924 sous l’autorité d’al-Azhar,, cette sourate occupe la 87e place. Elle aurait été proclamée pendant la période médinoise, c'est-à-dire schématiquement durant la seconde partie de la vie de Mahomet, après avoir quitté La Mecque. Contestée dès le XIXe par des recherches universitaires, cette chronologie a été revue par Nöldeke,, pour qui cette sourate est la 91e.
Plusieurs variantes de ce texte sont connus, soit par les témoignages de codices disparus, soit par des manuscrits anciens. Cela va de la "variation dans la formulation à un contenu plutôt différent" et concerne plus de 110 versets.
Un texte, intitulé surat al-Baqara et dont il n'est pas possible de déterminer le contenu, est évoqué à plusieurs reprises par des auteurs chrétiens du VIIIe siècle. Celui-ci, différencié du Coran dans un dialogue écrit par un anonyme du début du siècle, semble plus court que la sourate actuelle. La sourate occupe un rôle important particulier chez les auteurs musulmans anciens. Un récit du IXe siècle évoque une harangue avant la bataille à la bataille de Hunayn s'est faite au nom de cette sourate. Pour Segovia, "l'histoire est des plus remarquables, car une longue surat al-Baqara n'aurait pas fait grand sens dans ce contexte" et évoquerait peut-être que la seule histoire de la vache.

Imbert relève la présence d'un grafitto du IXe siècle mélangeant le verset 33 et un autre passage coranique. Pour l'auteur « cet usage rappelle l’extrême souplesse du texte coranique dans les deux premiers siècles de l’Hégire. »

Autres manuscrits
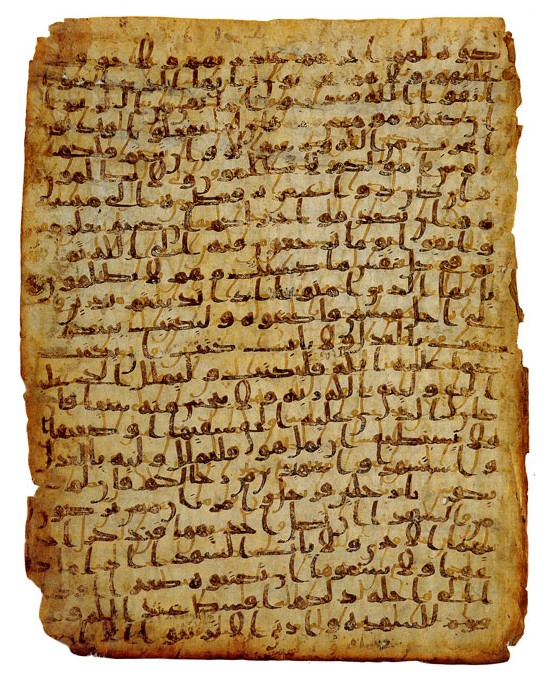
Manuscrit du premier siècle de l’Hégire sur vélin, contenant les versets 207 à 217 de la sourate al-Baqara.
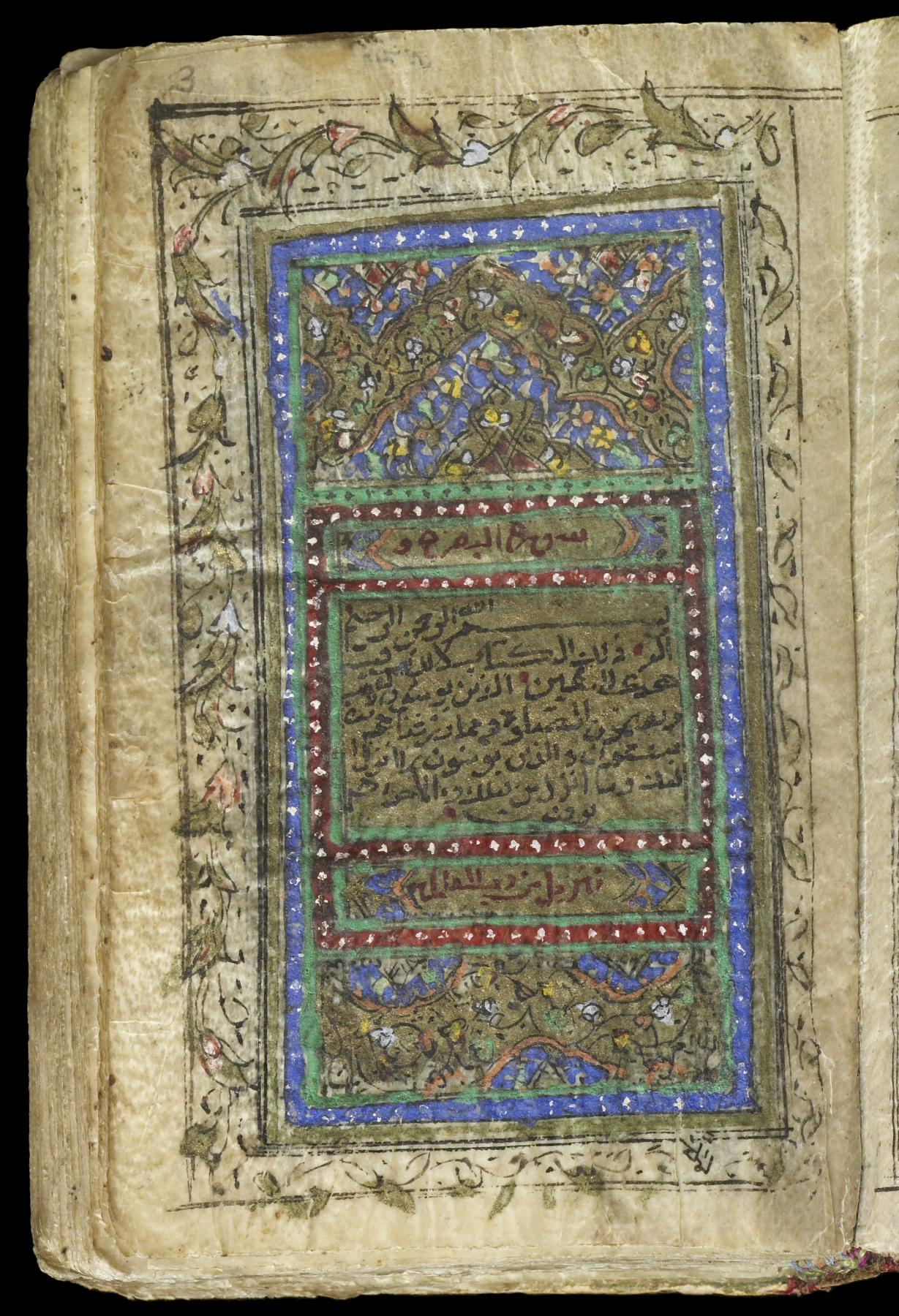
Manuscrit du XIXe siècle, Walters Art Museum

## Interprétations
Cette sourate, la plus longue du Coran, évoque des sujets divers : des avertissements, des promesses faites aux croyants, des péricopes.... Plusieurs plans ont été proposés, comme celui qui divise la sourate en 1. Prologue (v.1-39), 2. Les fils d'Israël (v.40 -121), 3. L'héritage d'Ibrahim (v.122-141), 4. Normes sociales et religieuses (v.142-242), 5. Allusions et instructions pour le combat armé (v.243-283), 6. épilogue (v.284-286). Farrin voit plutôt un plan circulaire autour d'un centre composé des verset 142-152. Ces plans, qui "fonctionnent parfaitement", sont cependant du postulat de l'unité de la sourate. À l'inverse, Droge montre une composition "alambiquée" de thèmes successifs.

### Versets 30-39: la prosternation des anges
Les versets 30-39 illustrent la polyphonie du texte coranique. Pour Azaiez, la multiplicité des locuteurs se rapproche d'une forme scénique. Ce style se retrouve dans les poèmes religieux syriaques. Pour Prégill, cet extrait est un exemple de réécriture du texte de la Torah pour le faire correspondre aux thématiques coraniques. L'auteur souligne les liens avec la littérature des différents monothéismes de l'antiquité tardive. Reynolds associe davantage cette prosternation au christianisme, celle-ci n'étant pas une adoration sacrilège mais une préfiguration de la prosternation devant Jésus. Pour Segovia, la nature elliptique de ce récit, et en particulier l'absence du nom d'Eve, illustre le fait que les histoires bibliques étaient "connue de l'audience coranique".
Pour Dye, le texte coranique ne permet pas de comprendre la prosternation des anges devant l'homme. Dans le monde chrétien, cela s'explique par la création de l'Homme à l'image de Dieu et « les destinataires du message coranique étaient sans doute familiers des récits chrétiens et savaient pourquoi les anges devaient se prosterner. ». Il se pourrait sinon qu'il s'agisse d'une décision divine mettant en valeur un écart entre Dieu et Adam. Pour Hilali, l'épisode de la prosternation pourrait être un test adressé aux anges.
Younes relève une incohérence grammaticale dans ce passage; « Cela suggère que les règles de la syntaxe arabe telles qu'elles se trouvaient dans le Coran étaient plus souples qu'elles ne l'ont été plus tard par les grammairiens arabes. ». Il relève aussi des différences de lecture éclairant la mise en place et le développement du système de la langue arabe.

### Verset 178-179: la loi duTalion
Ces versets appartiennent à un ensemble de prescriptions. Ici, le Coran rappelle la règle antérieure - celle du Talion provenant de la Torah (et dans tout le Proche-Orient) - mais l’allège. S'il présente l'attitude que doit adopter le coupable, il doit être lu en parallèle avec le verset 5:45 qui encourage au pardon.
Pour Zellentin, si la loi du Talion peut s'appliquer vie contre vie, elle privilégie déjà dans le monde rabbinique une compensation financière. Dans le monde chrétien, le pardon est encouragé. Pour Dye, « Cela revient in fine à une combinaison d’attitudes rabbinique et chrétienne. Cette stratégie permet de se distinguer des juifs et des chrétiens et de proposer une voie susceptible de leur paraître attrayante. » A la différence d'un auteur comme Ptolémée (Lettre à Flora), le Coran n'interdit pas l'application stricte de la loi du talion.

### Verset 255-256: Nulle contrainte en religion
Selon Azaiez, si la méthode d’analyse rhétorique développée par Cuypers est appliquée au verset 255 (dit « du Trône »), on remarque une symétrie concentrique de forme (ABCD / x / D’C’B’A’). L'ensemble converge vers l'idée que « la connaissance de Dieu embrasse toutes choses » Le verset est un hymne de glorification de Dieu. Pour Dye, l'usage de l'expression "vivant et subsistant" « est le calque d’une formule araméenne (qui reprend Ps 121:4) que l’on rencontre dans le livre de Daniel araméen (6:27) et dans le targum (palestinien) du Pseudo-Jonathan ». El Badawi associe ce verset à l’évangile selon Matthieu dans sa version syriaque tandis que Grodzki y voit des réminiscences d'Isaïe et du psaume 121.
Dye y voit un texte probablement liturgique tandis que Hilali confirme l'aspect indépendant de ce verset 255. Pour Imbert, la plus ancienne version épigraphique de ce verset provient d'un palais ommeyade et date de 710. Dans un autre graffito, cette formule est suivie d'une malédiction contre celui qui l’effacerait. « La présence de ces malédictions après des citations coraniques nous rappelle que jusqu’à la fin de l’époque omeyyade, l’unanimité n’était sans doute pas encore faite
autour d’une version unifiée et standardisée du texte: des amalgames ou des citations adaptées du Coran étaient encore courantes sur les pierres. Certains, semble-t-il, ne les appréciaient pas. »
Le verset 256 "Nulle contrainte en religion" « a fait l’objet des interprétations les plus diverses, aussi bien dans la tradition musulmane que chez les historiens ». Pour l'auteur, « La question (politique) de la liberté religieuse ne me semble pas abordée ici. Par dīn, je comprends plutôt le jugement (autrement dit, le jugement, ou la décision, que l’on doit prendre sur la voie à suivre). Le texte explique que ce choix est naturel, pour ne pas dire évident. » Cette compréhension de ce terme ferait que la traduction du verset serait "aucune décision ne peut être forcée". Ce verset et le suivant sont construits en style apocalyptique. La proposition "Nulle contrainte en religion" peut être lue comme un décret de tolérance, ou comme une résignation "face à l’entêtement des idolâtres".

Texte de la sourate (Coran datant de 1874)
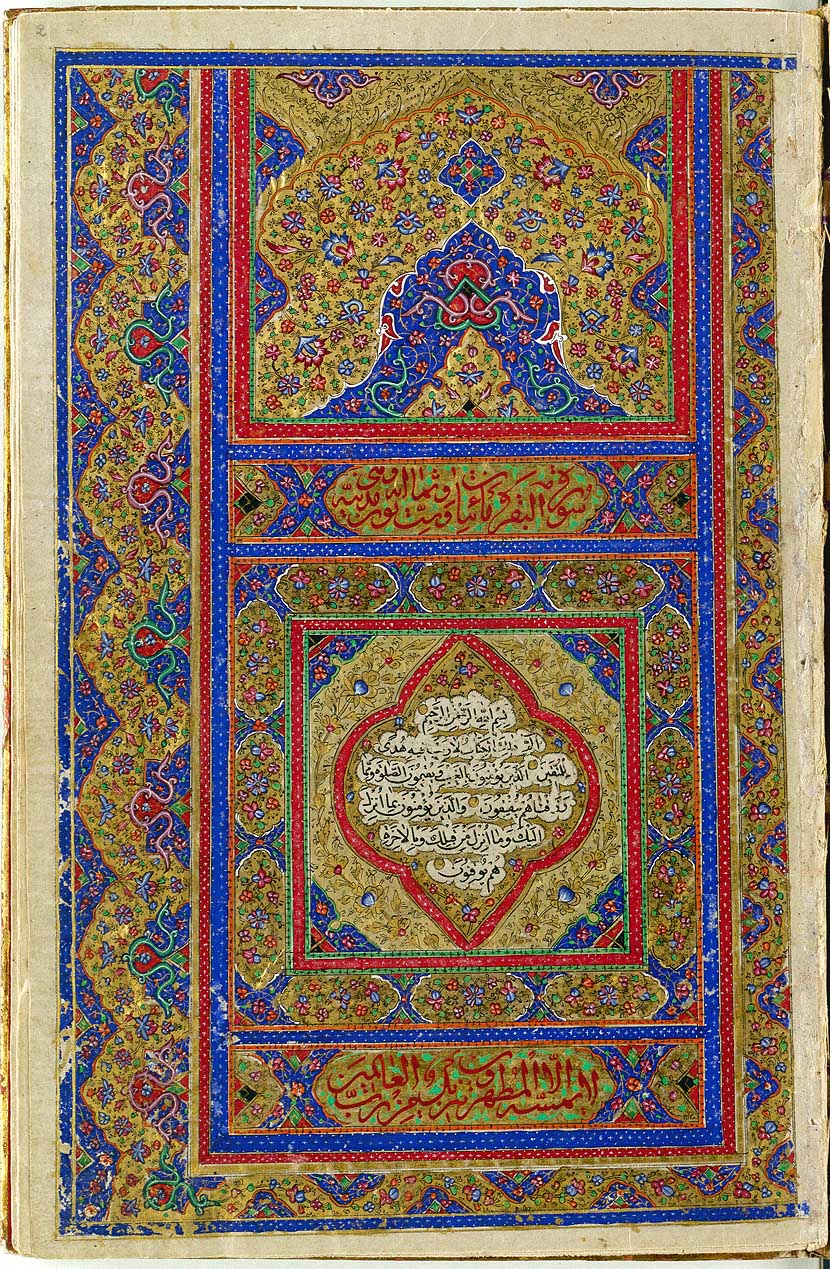
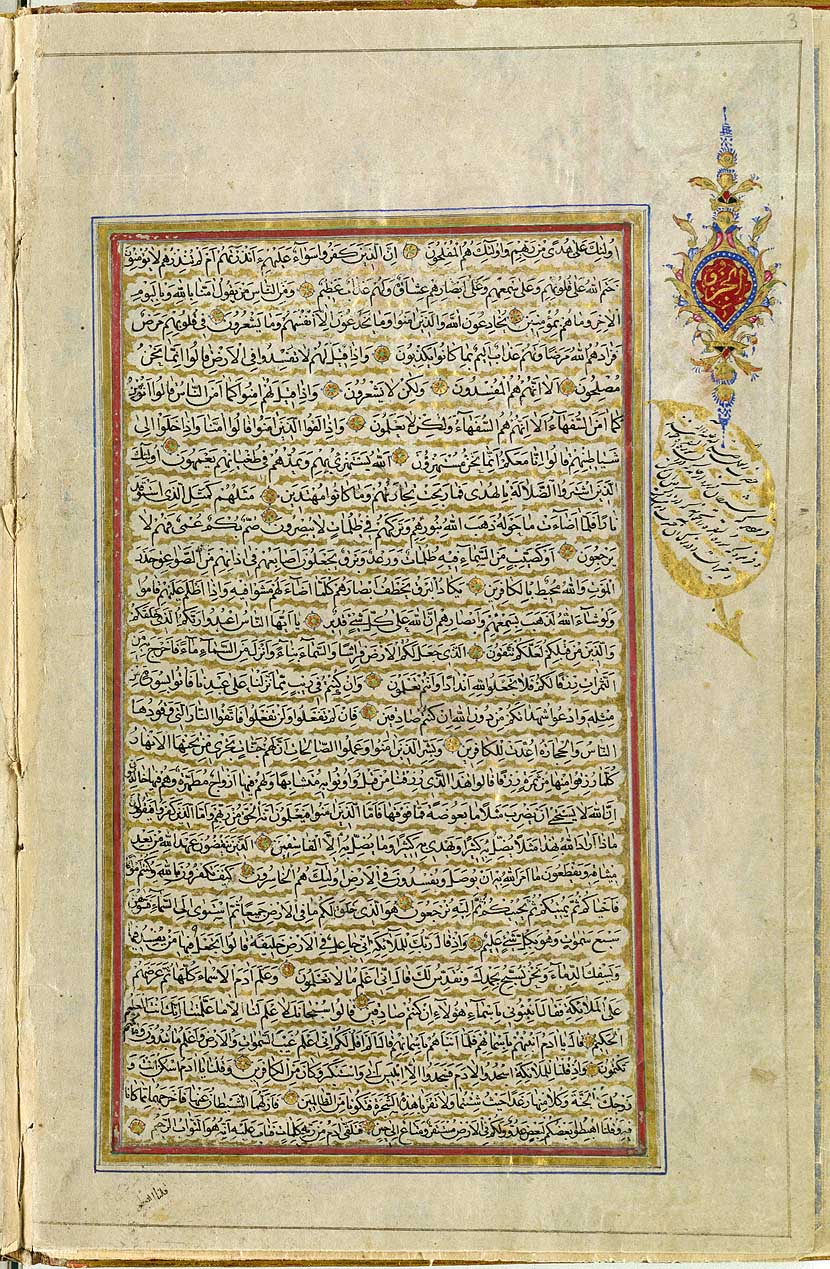
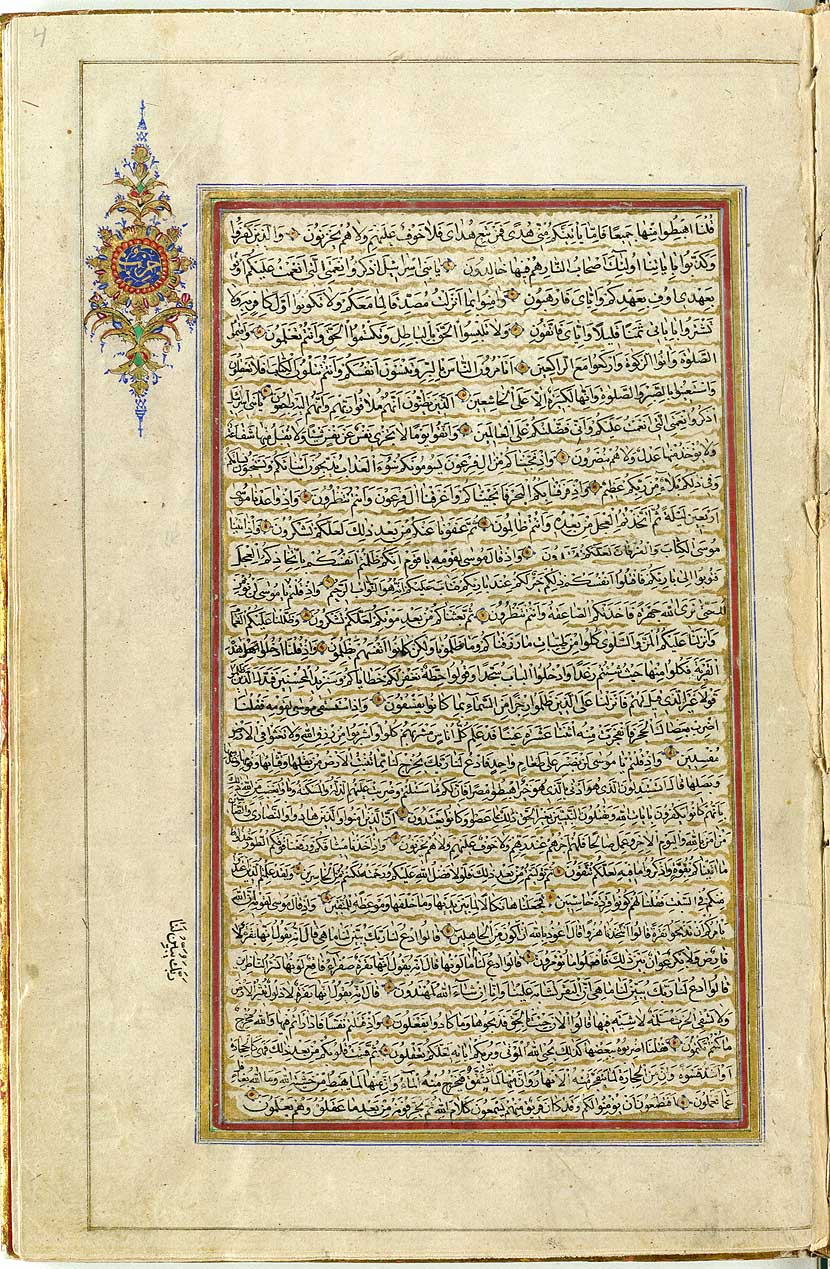
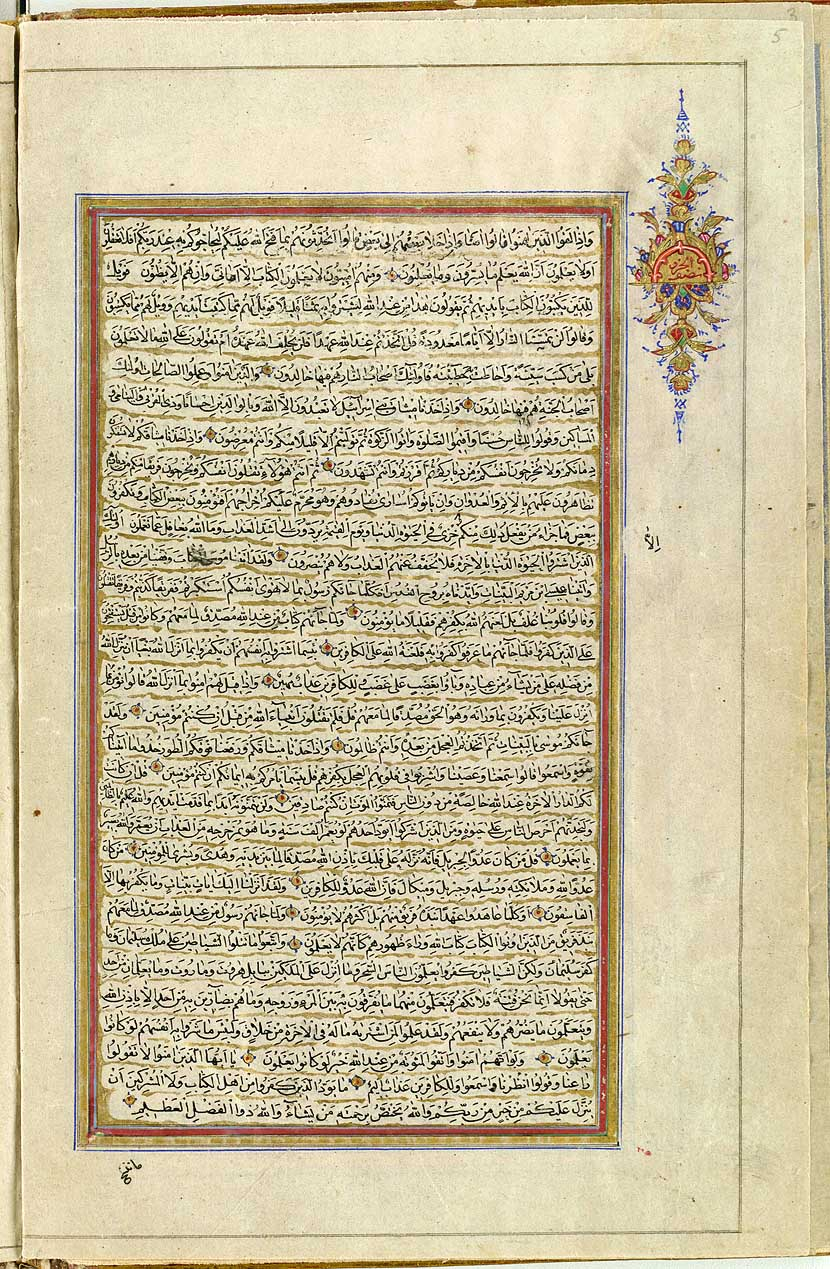
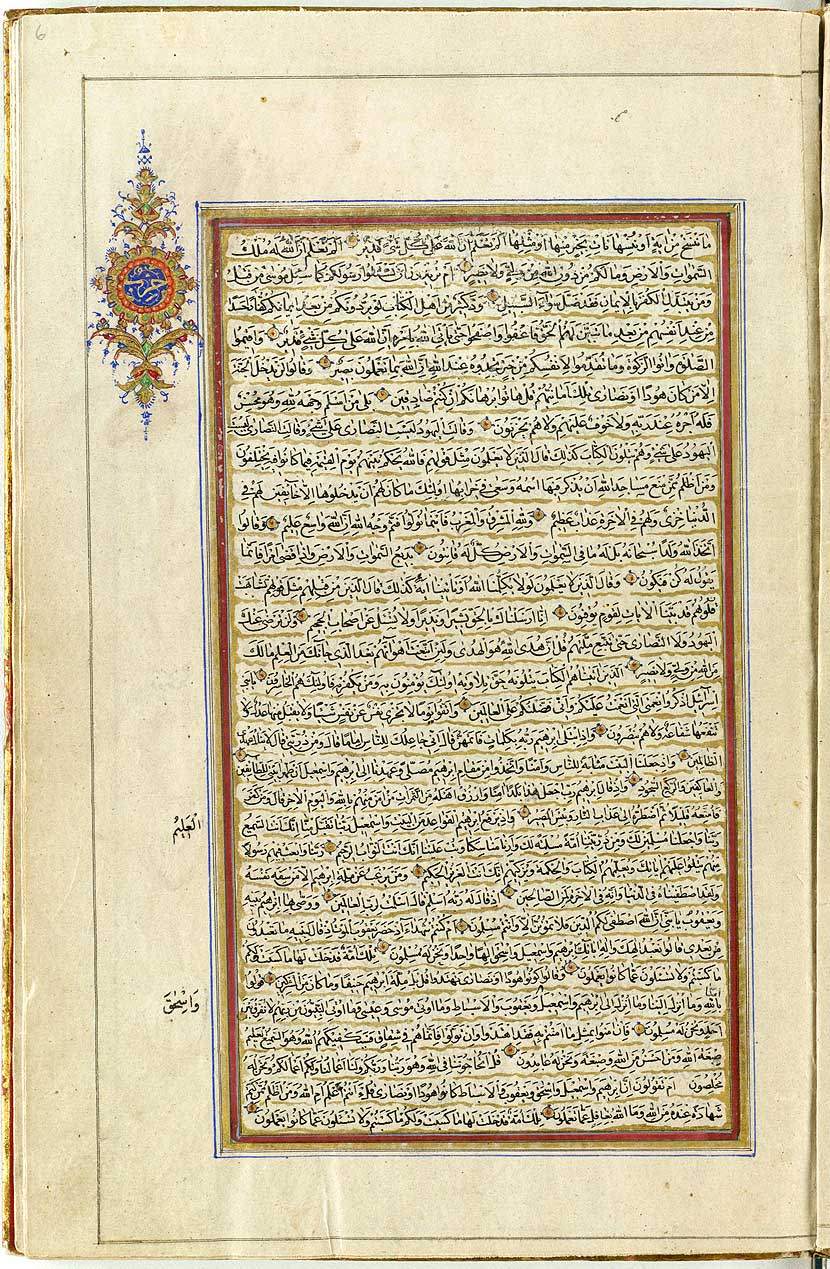
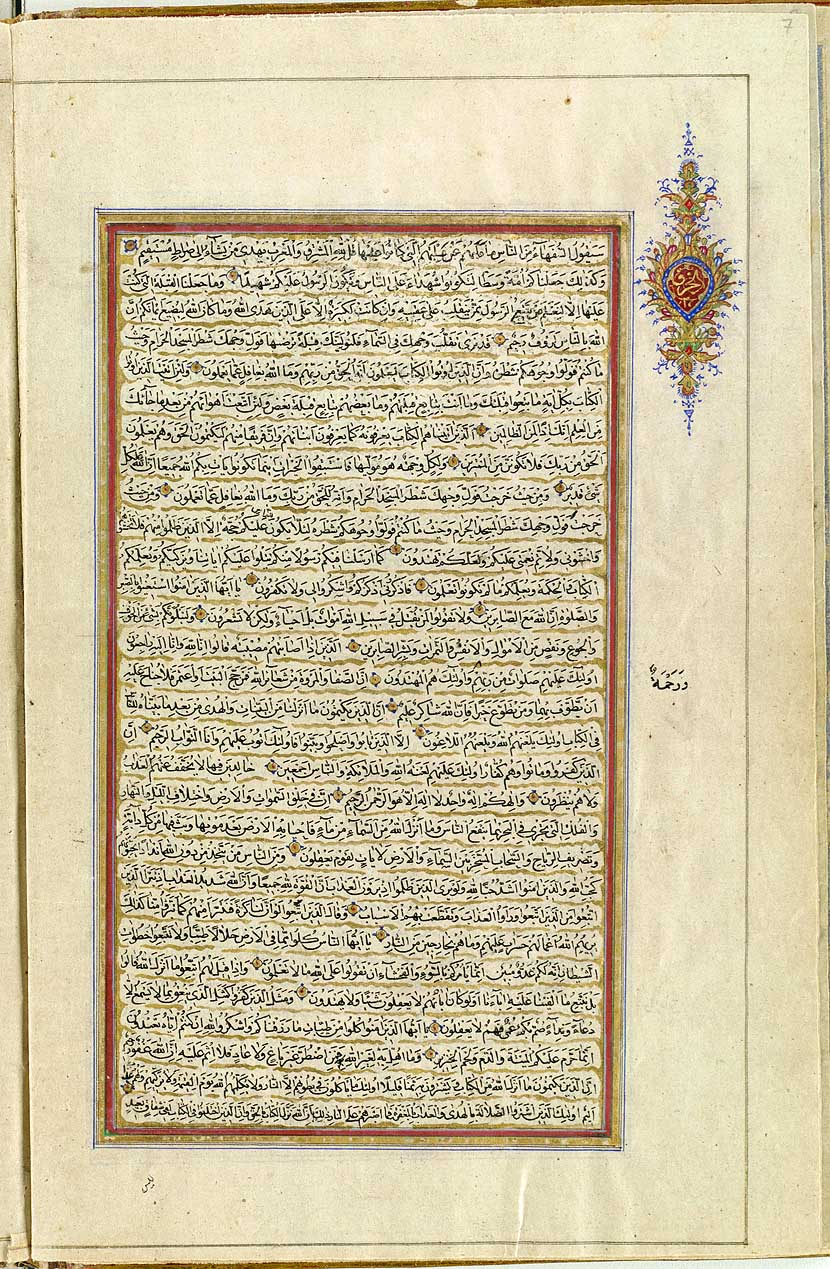
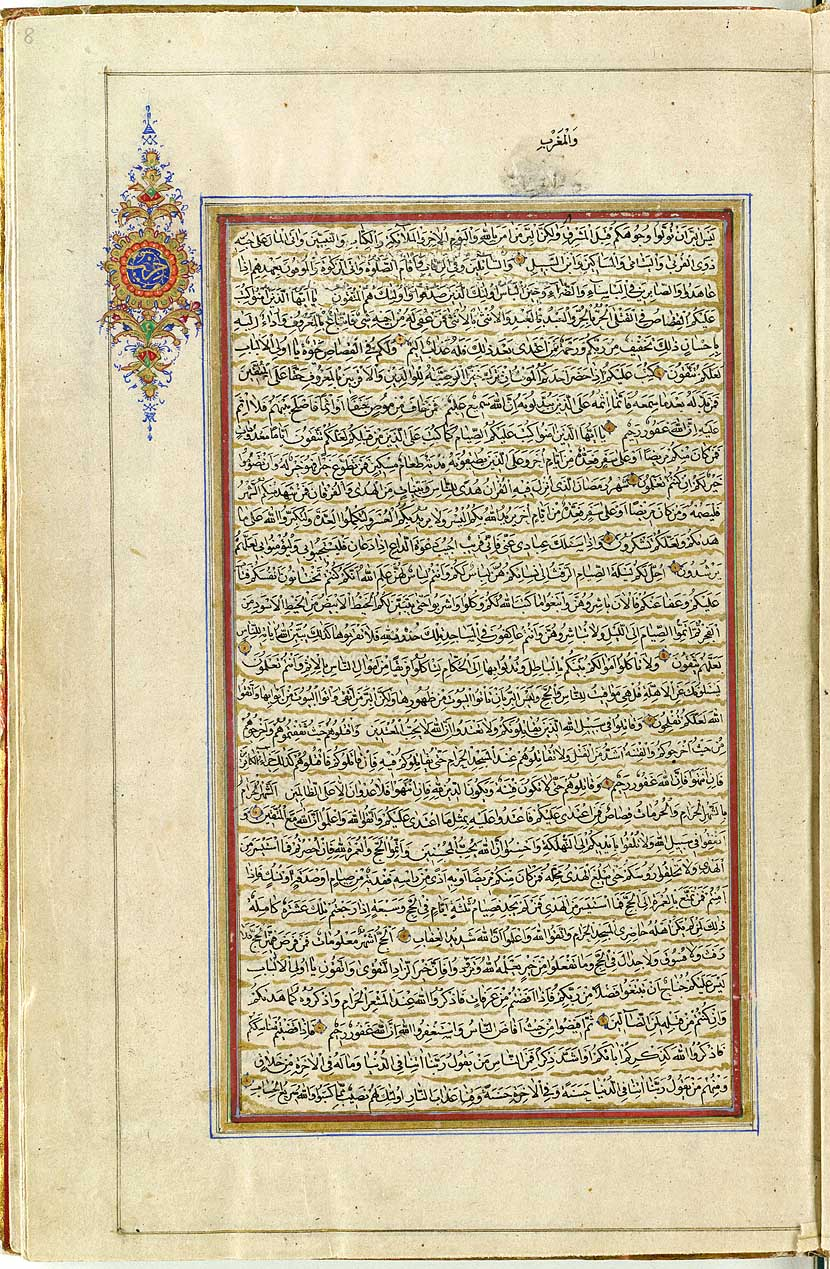
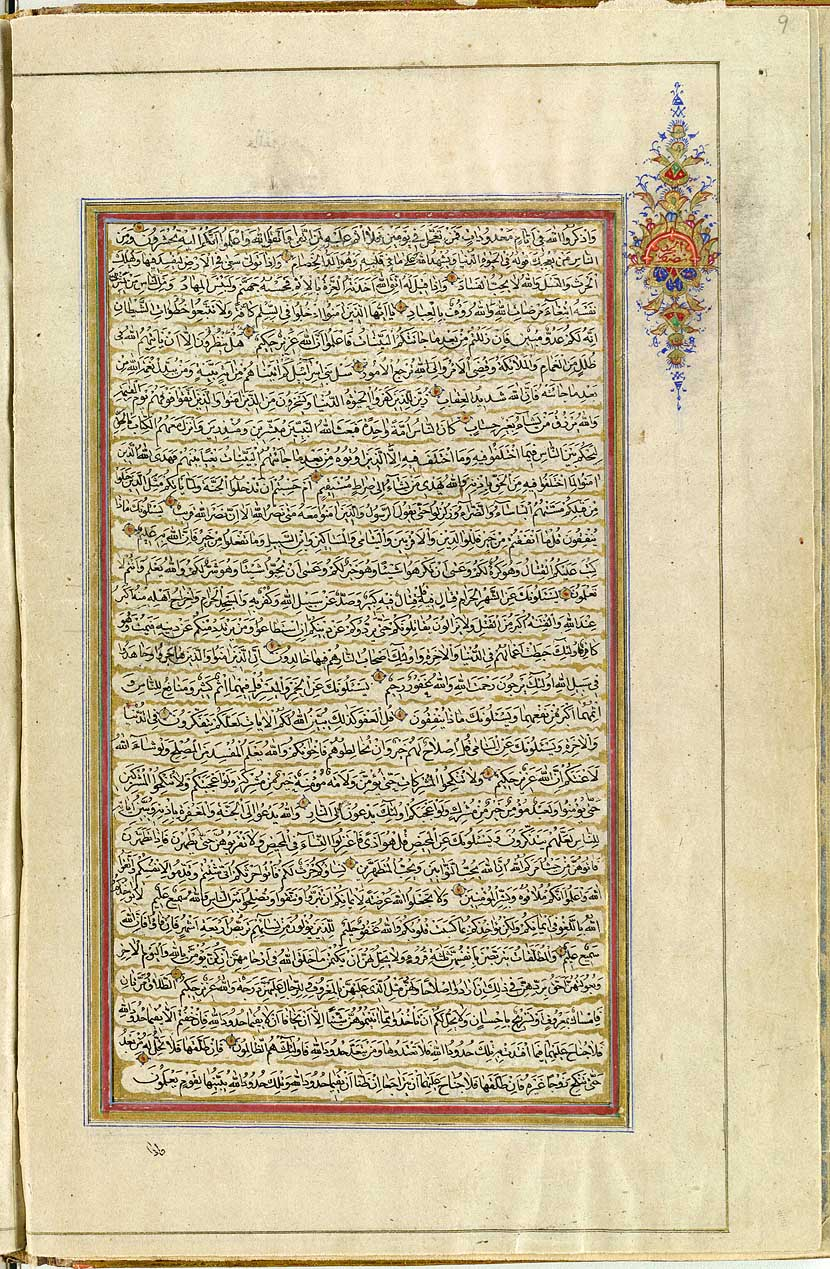
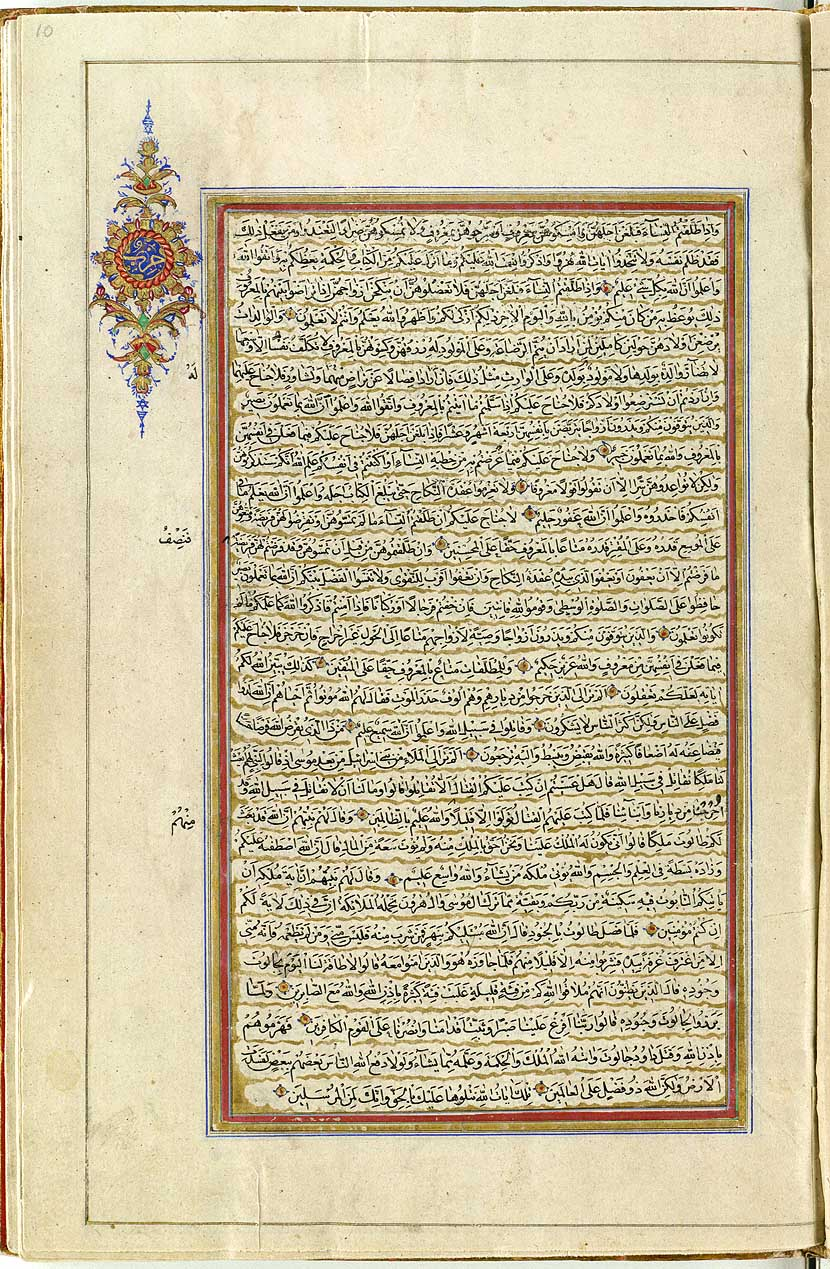
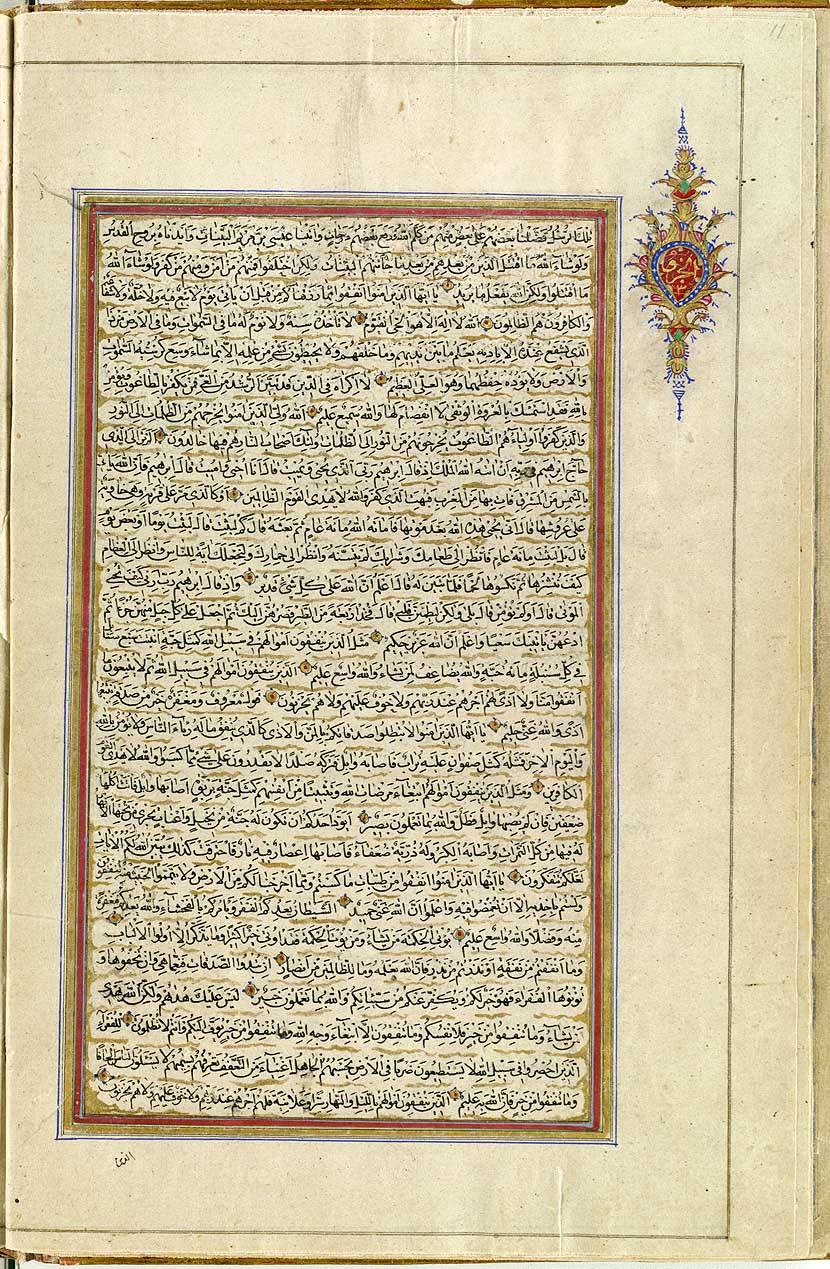
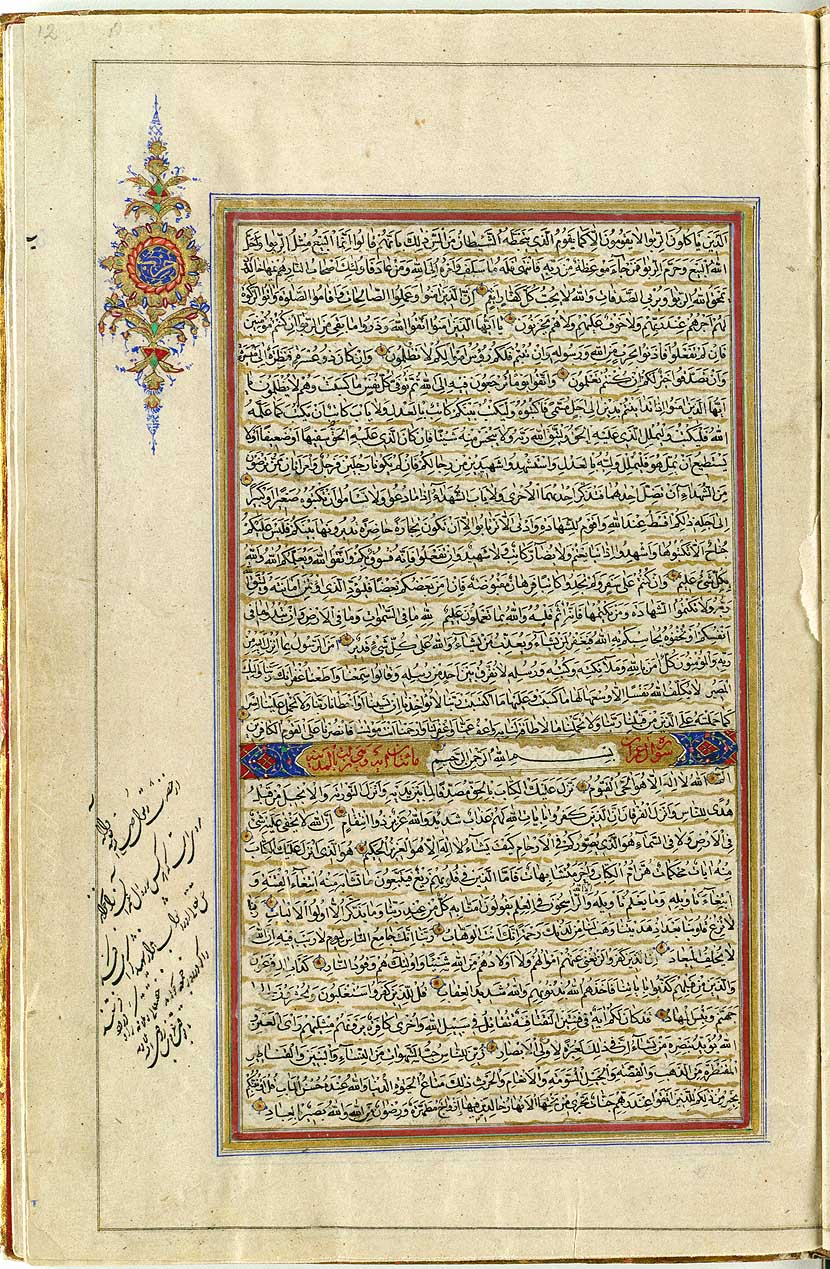